# Port lotniczy Karpatos
Port lotniczy Karpatos (IATA: AOK, ICAO: LGKP) – port lotniczy położony na wyspie Karpatos, w Grecji.

## Linie lotnicze i połączenia
| Linia Lotnicza      | Kierunek                                                                                  |
| ------------------- | ----------------------------------------------------------------------------------------- |
| AeroItalia          | Sezonowo: 1. Mediolan-Bergamo                                                             |
| Austrian Airlines   | Sezonowo: 1. Wiedeń                                                                       |
| Condor              | Sezonowo: 1. Düsseldorf                                                                   |
| Eurowings           | Sezonowo: 1. Graz 2. Salzburg                                                             |
| Finnair             | Sezonowe czartery: 1. Helsinki                                                            |
| Marabu              | Sezonowo: 1. Monachium                                                                    |
| Neos                | Sezonowo: 1. Mediolan-Bergamo 2. Bolonia 3. Mediolan-Malpensa 4. Rzym-Fiumicino 5. Werona |
| Olympic Air         | 1. Ateny                                                                                  |
| Sky Express         | 1. Ateny 2. Kasos 3. Rodos Sezonowo: 1. Heraklion                                         |
| Smartwings          | Sezonowo: 1. Praga                                                                        |
| TUI fly Netherlands | Sezonowo: 1. Amsterdam                                                                    |
| TUI fly Nordic      | Sezonowo: 1. Sztokholm-Arlanda                                                            |
| Volotea             | Sezonowo: 1. Neapol 2. Wenecja                                                            |